# Emil Mihajlov
Emil Mihajlov (en bulgare : Емил Михайлов), né le 14 mai 1943, Sliven, en Bulgarie, est un ancien joueur bulgare de basket-ball.